# 庫尼切
48°29′16″N 28°58′10″E / 48.48778°N 28.96944°E
庫尼切（烏克蘭語：Куниче），是烏克蘭的村落，位於該國西南部文尼察州，由圖利欽區負責管轄，始建於1600年，面積26.46平方公里，海拔高度219米，2001年人口736，人口密度每平方公里27.82人。